# 錢德勒 (堪薩斯州)
錢德勒（英語：Chandler）是位於美國堪薩斯州魯克斯縣的一個鬼鎮。

## 歷史
錢德勒的郵政局於1880年設立，直到1892年結束營運。現時錢德勒已沒有任何遺址。

## 地理
錢德勒所處的海拔為高於海平面597米（即1959英呎），而該地所採用的時區為UTC-6，即北美中部時區（CST）。同時該地設有夏令時間，為UTC-6調快一小時，即UTC-5（CDT）。